# Roxane de Gruchy
Roxane de Gruchy (née le 20 mars 1983, morte le 5 avril 2013) est une jument selle français alezane de saut d'obstacles, montée par Éric Navet et Patrice Delaveau. Elle brille particulièrement dans les années 1990. 
Durant sa carrière de poulinière, elle fait partie des premières juments en Europe à avoir expérimenté la technique du transfert d'ovocyte.

## Palmarès

### Jeux Olympiques
- 1992 Barcelone sélectionnée, mais sans participation[2]
- 1996 Atlanta 4e par équipe[2]

### Championnat de France
- 1992 Championne de France

### Finales Coupe du Monde
- 1992 Del Mar 9e
- 1996 Genève 16e

### Coupes du Monde
- 6 fois 1re Rome, La Baule, Malines, Gijón, Rotterdam, Dublin

### Grands prix CSIO
- La Baule 2e
- Lucerne 1re
- Calgary 7e
- Saint-Marin 1re
- Dublin 1re
- Mechelen 3e…

### Grands Prix Coupe du Monde
- Mechelen 8e
- Dortmund 7e
- Mechelen 2e
- Paris Bercy 6e
- Oslo 5e
- Millstreet 4e
- Bordeaux 4e
- Bologne 1re

## Origines

### Descendance
Roxane a eu trois poulains : Gussy de Rox (par Papillon Rouge, décédée), Kikero de Rox (par Quidam de Revel) et Ninio de Rox (par Quick Star, étalon). Ninio de Rox, approuvé étalon, il a notamment évolué sous la selle de Julien Epaillard.
Aujourd'hui, Jacques Bigarré et son fils Pierre continue de faire évoluer la génétique issue de Roxanne au sein du Haras de Rox dans le Cotentin.